# 三菱・デリカミニ
デリカミニ（DELICA MINI）は、三菱自動車工業が生産・販売しているクロスオーバー軽スーパーハイトワゴンである｡

## 概要
SUVとミニバンを掛け合わせた三菱・デリカの思想を軽自動車で実現したものとして発表された。2020年に投入されたeKクロス スペースの事実上の後継モデルである。三菱自動車と日産自動車の合弁会社NMKVがマネジメントを行い、三菱自動車が生産する点はeKスペースなどと同様。
半円状のヘッドランプを組み入れるなど、軽自動車の購買層に合わせて力強さに「親近感」を採り入れたデザインとしている。同じSUVのデザインを採り入れた前身のeKクロス スペースはデリカミニとは異なり、力強さを全面に出したデザインであった。
基本設計はekクロススペースと同一であるが、4WDシステムとサスペンションをチューニングして前後の意匠を変更し車名を変えた、大規模改良モデルという位置付けである。
名称は「デリカ」（Delivery Car）に小型を意味する「ミニ」を合わせたものである。デリカD:5やデリカD:2より小さいモデルとして「デリカD:1」という名称も検討されたが、親しみやすさを考えて「デリカミニ」に決まったという。ミニを称する三菱自動車のモデルとして、パジェロシリーズの軽自動車「パジェロミニ」があり、開発責任者を務めた藤井康輔も「パジェロミニを意識しなかったといえば嘘になる」という。
なお、｢eK｣シリーズの名を冠してこそいないが､形式名としてはeKスペースと同一である。その為、全国軽自動車協会連合会が発表している軽四輪車通称名別新車販売台数での通称名は、販売を開始した2023年5月より「eK」から「デリカミニ/eK」に変わり、eKクロスEVを除くeKシリーズと合算して台数にカウントされる。

## メカニズム
プラットフォームはeKシリーズと共通のCMF-Aを採用。
エンジンにはeKクロス スペースと同じくBR06型が搭載され、NA仕様とインタークーラー付のターボ仕様の2種類を設定。加速時にモーターがエンジンをアシストするマイルドハイブリッドシステムを採用。アイドリングストップ機能の「オートストップ&ゴー（AS&G）」も搭載されている。
併せて、雪道やぬかるんだ路面で片側の駆動輪が空転したときにスリップした駆動輪にブレーキ制御をかけて路面をグリップしている駆動輪の駆動力を確保することで発進をサポートするグリップコントロールや、険しい傾斜や立体駐車場の急なスロープを下る際にブレーキ制御が働き、低車速（約4～20km/h）に抑えて走行することでハンドル操作に集中可能なヒルディセントコントロール（HDC）もeKクロス スペースに引き続き、デリカミニ専用チューニングが施された上で装備される。
4WD車は砂利道などの未舗装路走行時における安定性と快適性を高めるため、タイヤが大径サイズ（165/60R15）となり、専用チューニングを施したショックアブソーバーも採用されている。

## デザイン
エクステリアはeKクロス スペース同様、フロントデザインに「ダイナミックシールド」を採用しているが、ヘッドランプは半円形のLEDポジションランプを内蔵。フロントパンパーとテールゲートガーニッシュには「DELICA」ロゴの刻印が施され、前後バンパー下部に装着されているスキッドプレートはeKクロス スペースから形状を変更。ブラックマイカ以外のボディカラーを選択した場合は光沢ブラックのホイールアーチが採用されている。なお、テールゲートガーニッシュがeKクロス スペースのスリーダイヤから「DELICA mini」ロゴになったため、乗用のデリカシリーズでは2代目デリカスターワゴンの途中から、デリカスペースギアの途中までに採用されていたスリーダイヤと「MITSUBISHI」（2017年からの現行文字ロゴ）を組み合わせたロゴが復活し、リア左下に配置している。
インテリアはシート生地の変更を実施しているものの、シートアレンジや各部のレイアウトといった基本的な部分はeKクロス スペースから引き継いでいる。
販売店向けの純正アクセサリーにはカスタマイズが可能なように外観パーツが多数用意されており、ダイナミックシールドやガーニッシュ類（フロントグリル・テールゲート）を別の色に変更したり、通常は刻印となっている「DELICA」ロゴを際立たせるためのエンブレム（フロントバンパー・テールゲート）や「DELICA MINI」ロゴ入りのマッドフラップ（石や泥はねからボディを守るための泥除け）などを装着することが可能である。

## 運転支援・安全機能
レーダークルーズコントロール（LCC・全車速追従機能付）と車線維持支援機能（LKA）を組み合わせた高速道路同一車線運転支援機能「マイパイロット」や運転支援機能「e-Assist」はeKクロス スペースに引き続き採用されている。デリカミニの「e-Assist」はeKクロス スペース同様に衝突被害軽減ブレーキシステム（FCM・歩行者検知付）、踏み間違い衝突防止アシスト（EAPM）、オートマチックハイビーム（AHB）、標識認識システム（TSR）、先行車発進通知（LCDN）、車線逸脱警報システム（LDW）&車線逸脱防止支援機能（LDP）、ふらつき警報（LDA）、前方衝突予測警報（PFCW）の8つの機能で構成されている。
移動物検知機能付のマルチアラウンドビューモニターを備え、ラゲッジスペースの荷物で後方が見えにくい場合や夜間・雨天時にミラー下部のレバーを切り替えることでリアカメラの映像がルームミラー上に映り、後方の視認性を高めるデジタルルームミラーを採用（グレードにより標準装備またはメーカーオプション設定）するほか、スタビリティコントロール機能とトラクションコントロール機能を組み合わせて車両の安定性を高めるアクティブスタビリティコントロール（ASC）、対向車や先行車にハイビームを照射しないようにハイビームの照射範囲を切り替えるアダプティブLEDヘッドライト（ALH）も採用。エアバッグは運転席&助手席、サイド、カーテン、運転席ニーの7つを装備している。

## 沿革
2022年時点の自動車市場において、若いファミリー層を中心に全高が大きくスライドドアを備えた軽スーパーハイトワゴンの販売台数が多い状況にある。また、クロスオーバーSUVの人気を受けてSUVのデザインを採り入れた軽スーパーハイトワゴンが登場し、三菱自動車も2020年にeKクロス スペースを投入していた。
そのような中、2022年11月にデリカミニが発表され、外観デザインが公開された。デリカの登場55周年にあたる2023年の初夏に発売予定であると告知された。

### 年表
- 2022年11月4日 - 発表[1]。
- 2023年
  - 1月10日 - 同年1月13日から開催される東京オートサロン2023に参考出品することを正式発表。発表当初初夏となっていた発売時期が同年5月予定であることも明らかとなる[4]。
  - 1月13日 - 予約注文の受付を同日より開始するとともに、概要も発表された。グレード体系はNA車は「G」と「G Premium」、ターボ車は「T」と「T Premium」の4グレードとなる[5]。
  - 4月6日 - 公式発表[6]。公式発表のタイミングでeKクロス スペースが販売終了となった。
    - キャッチフレーズは「かわいいフリして、タフなやつ。」で、CMキャラクターは水川あさみ。デリ丸なるデリカミニのフロントマスクを模した顔のキャラクターも作られてる。犬の姿だが三菱自動車公式には犬とは謳っておらず、デリカミニの化身と説明している。CMで水川と共演。車両販売に一役買う。デリ丸グッズも作られ、縫いぐるみ(ノーマルとご当地の名物の被り物をしたご当地デリ丸がある。)、水筒、スカジャン等がオンラインショップで販売されている。
    - ボディカラーはモノトーンはeKクロス スペースからブラックマイカ、チタニウムグレーメタリック、ホワイトパール（有料色）の3色が踏襲され、eKクロス スペースでは2トーンカラー専用色だったナチュラルアイボリーメタリック（有料色）をモノトーンにも拡大して設定。さらに、eKクロスEV設定色のミストブルーパール（有料色）と新規開発色のアッシュグリーンメタリック（有料色）を加えた全6色、2トーン（有料色）は全色ブラックマイカとの組み合わせとなり、eKクロス スペースからレッドメタリックとホワイトパールの2色を踏襲し、ナチュラルアイボリーメタリックはルーフ色を変更、サンシャインオレンジメタリックは2トーン専用色へ移行、これに、2トーン専用色のライトニングブルーマイカ[注釈 4]と新規開発色のアッシュグリーンメタリックを加えた全6色が設定される。

  - 5月25日 - 公式発表の通り、この日から販売開始を発表。予約販売開始から販売開始前日までの予約注文数が約16,000台となったことも発表された[7]。
  - 9月7日 - 東京オートサロン2023に参考出品されたカスタムカー「デリカミニ×Coleman」のデザインにアレンジを加えた「デリカミニ×Colemanコラボラッピング」を特別オプションとして設定された[8]。
    - ルーフ・フェンダーアーチ部・パーキングセンサー・フロントDELICAロゴを除くボディ全体にグレージュのラッピング、ボディサイドにストライプ柄がそれぞれ施され、左右フロントドアにランタンマークのロゴ、リアのクォーターパネルとゲートに「Coleman」のロゴをそれぞれ配した。また、推奨ディーラーオプションとして、ダイナミックシールドとフロントのガーニッシュ類（フロントグリル・テールゲート）をグロスブラックとした「エクステリアパッケージA」とエンブレム類（フロントバンパー・テールゲート）をホワイトとした「エンブレムセットA」が設定される。
    - 本オプションは新車購入時だけでなく、中古車での購入や既存ユーザー（既販車）でも装着可能である（ただし、車体の状態によっては装着不可の場合がある、また、新車購入時に比べてラッピング価格が6.16万円(10%の消費税込)割高となる）。ボディカラーは原則問わないものの、ドア裏面、パーキングセンサー、フロントのDELICAロゴの部分にベースのボディカラーが見えることと、前述したようにルーフにはラッピングが施されない留意事項があるため、モノトーンのブラックマイカ、又は、ブラックマイカと組み合わせられた2トーンのナチュラルアイボリーメタリックとホワイトパールの計3色が推奨色となっている。

  - 10月5日 - 3代目トライトン、エクスフォースと共に2023年度グッドデザイン賞を受賞したことが発表された[9]。
  - 11月24日 - ディーラーオプションに「CHAMONIX（シャモニー）パッケージ」を設定することが発表された（2024年2月8日発売）[10]。
    - グリーンのエンブレム類（フロントバンパー・テールゲート）、グロスブラックのダイナミックシールドとテールゲートガーニッシュ、ボディサイドデカールセット（サイド・ホイール・フェンダーオーナメント・テールゲート）、"D"ロゴをグリーンとした専用オールウェザーマットで構成される。また、単品のディーラーオプションとして設定されているフロントグリルガーニッシュ（グロスブラック）、マッドフラップ、ルーフラックアタッチメント、ベースキャリアを追加した「CHAMONIXコンプリートパッケージ」も設定される。
    - なお、フルホイールカバーが装備されている「G」・「T」の2WD車は本パッケージの装着が不可となる。

  - 12月7日 - 2023-2024日本カー・オブ・ザ・イヤーで、秀でた内外装デザインを持つクルマを選出する「デザイン・カー・オブ・ザ・イヤー」を受賞したことを発表。三菱車での本賞受賞は初となった[11]。
- 2024年6月20日 - eKスペースと共に一部改良[12]。
  - 自動車のコネクティッド化によるサイバー攻撃のリスク増加にあわせ、サイバーセキュリティに関わるプログラム変更が実施され、最新の法規に適合させた。
- 2025年4月3日 - 特別仕様車「Premium Limited Edition」が発表された（6月5日発売）[13]。
  - 「G Premium」・「T Premium」をベースに、ルームミラーを自動防眩ルームミラー（マルチアラウンドモニター付）に変更したことで、ベース車に比べて22,000円（10%消費税込）安く設定された。また、ベース車同様に助手席ムービングシート仕様車が設定される。

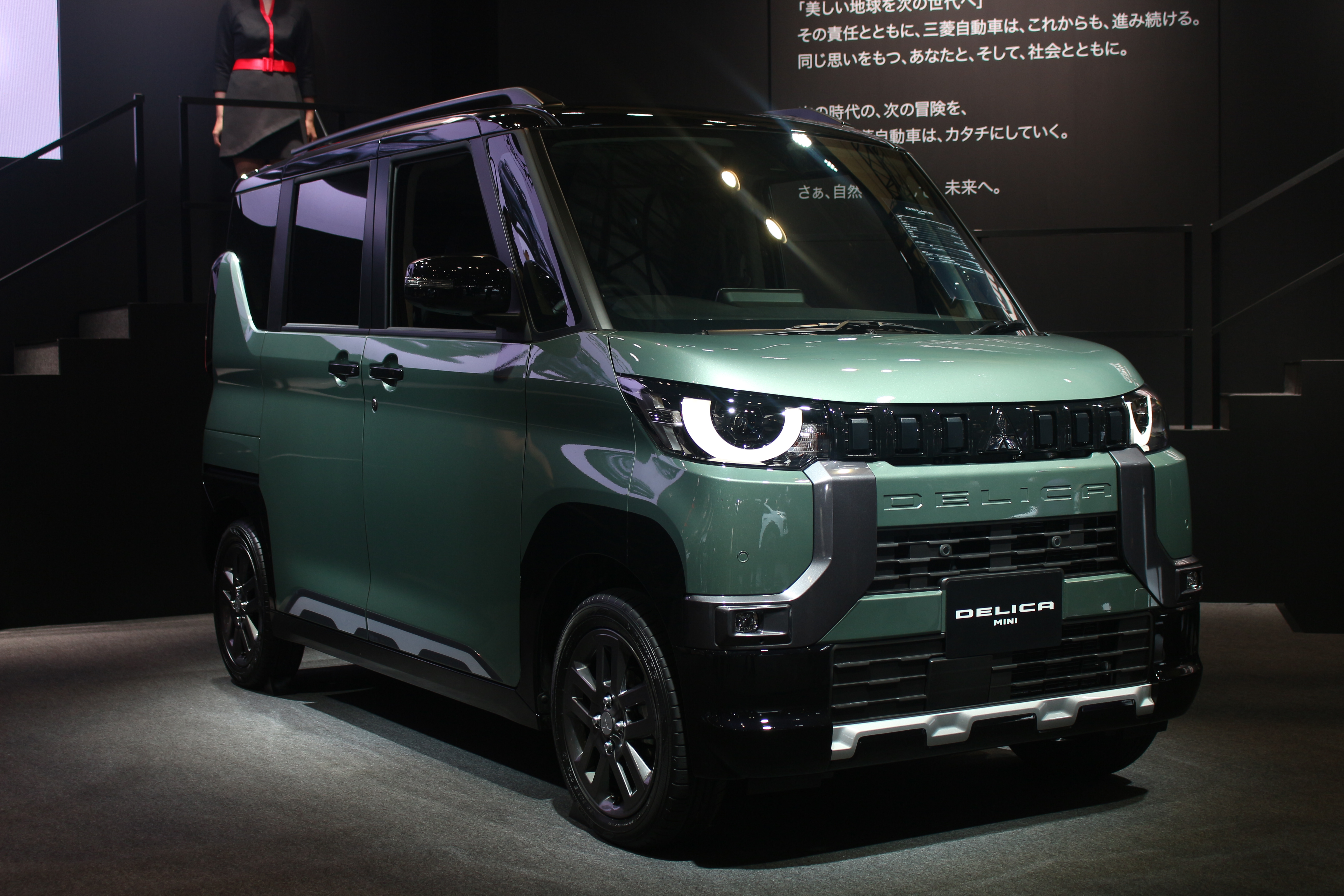
東京オートサロン2023出展車フロント
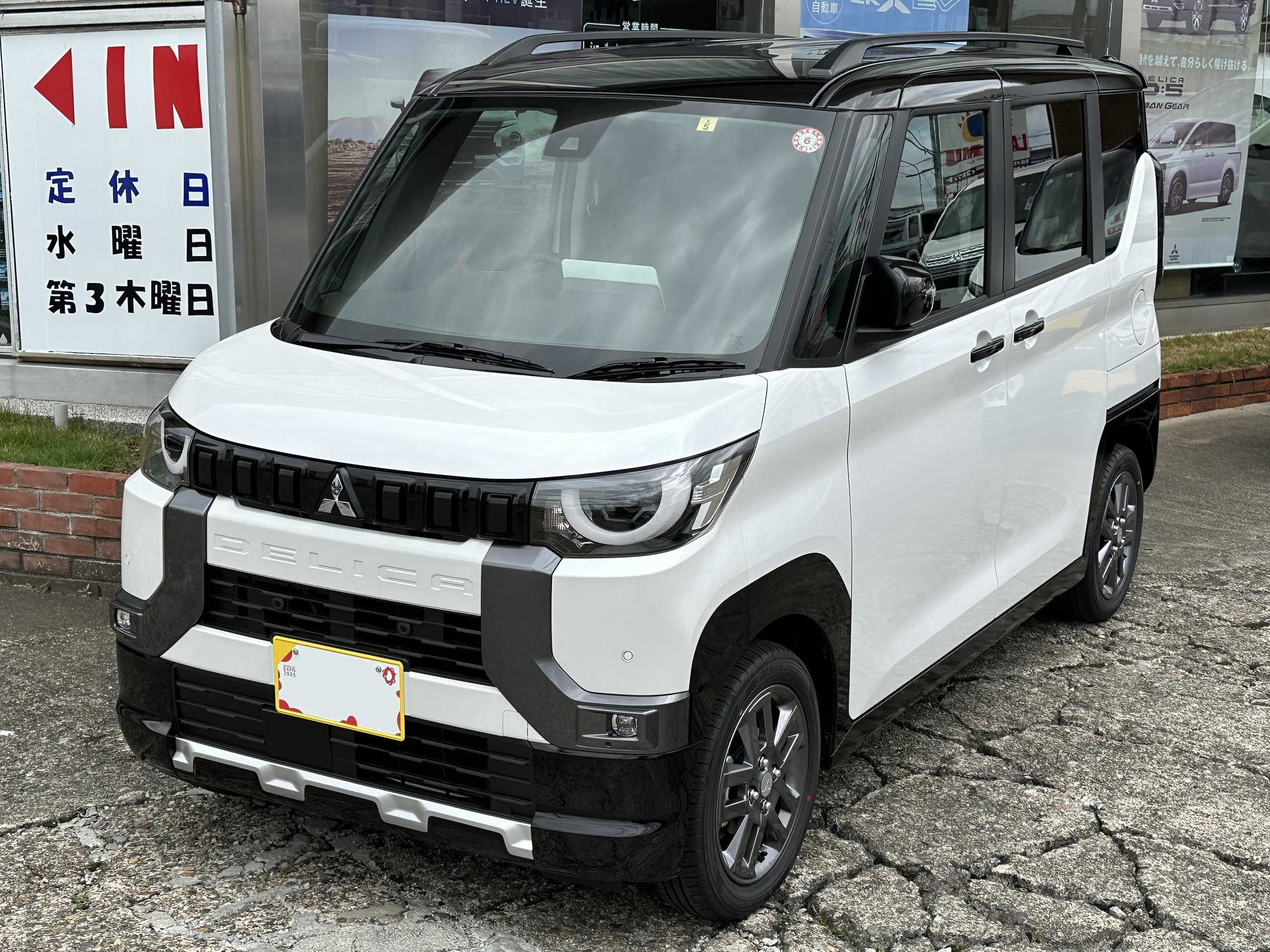
T Premium 4WD フロント
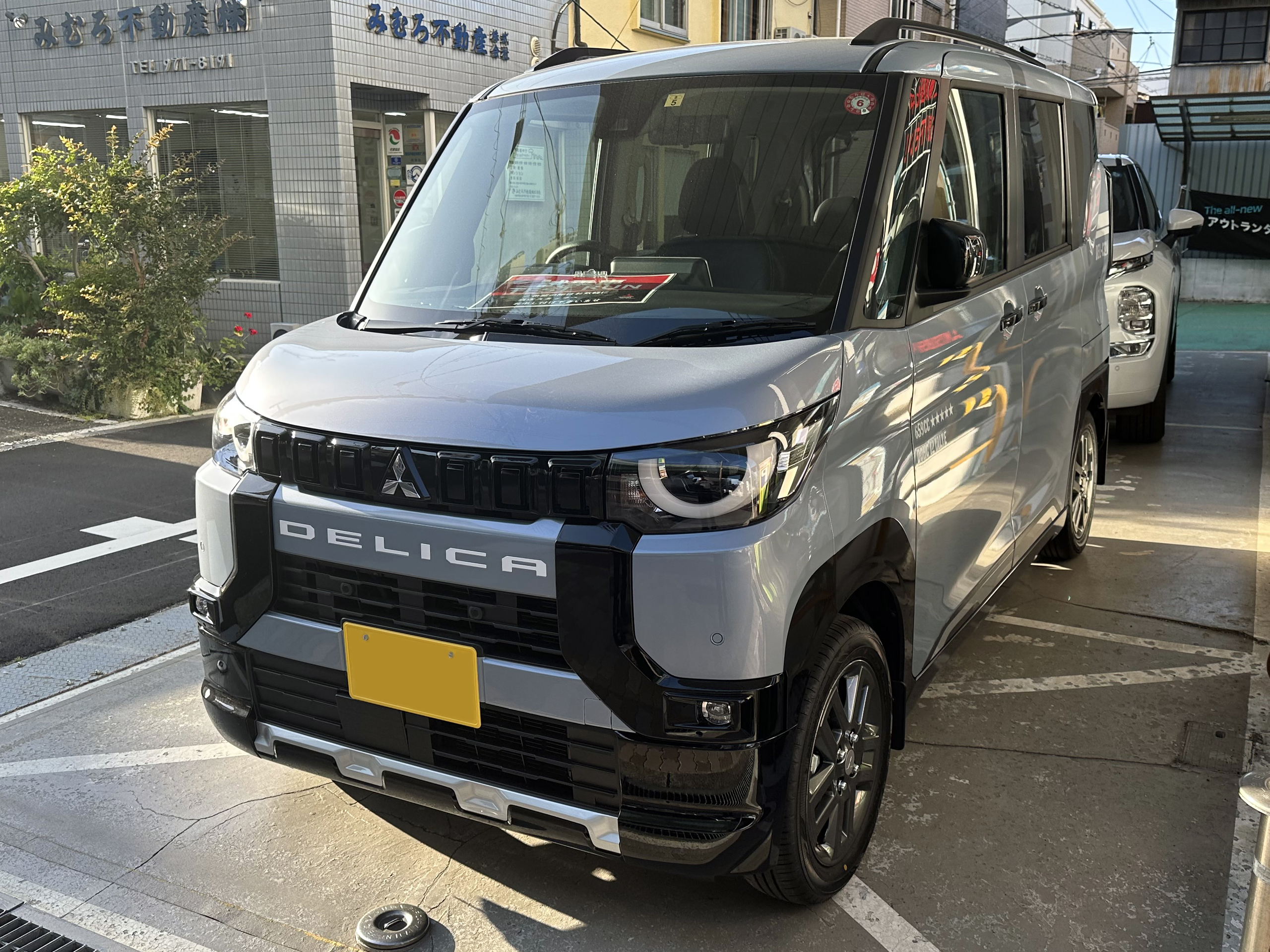
G Premium 4WD
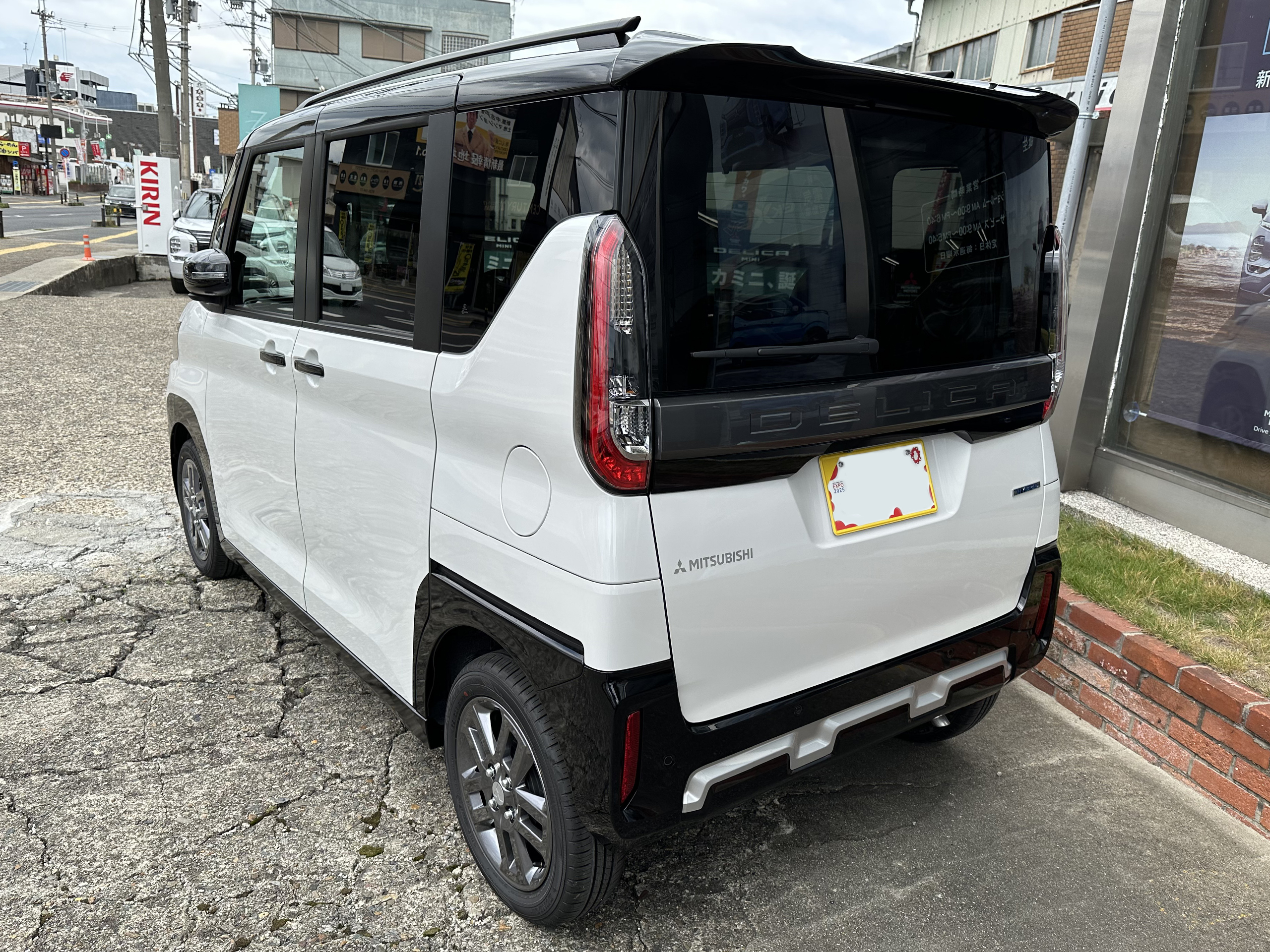
T Premium 4WD リア
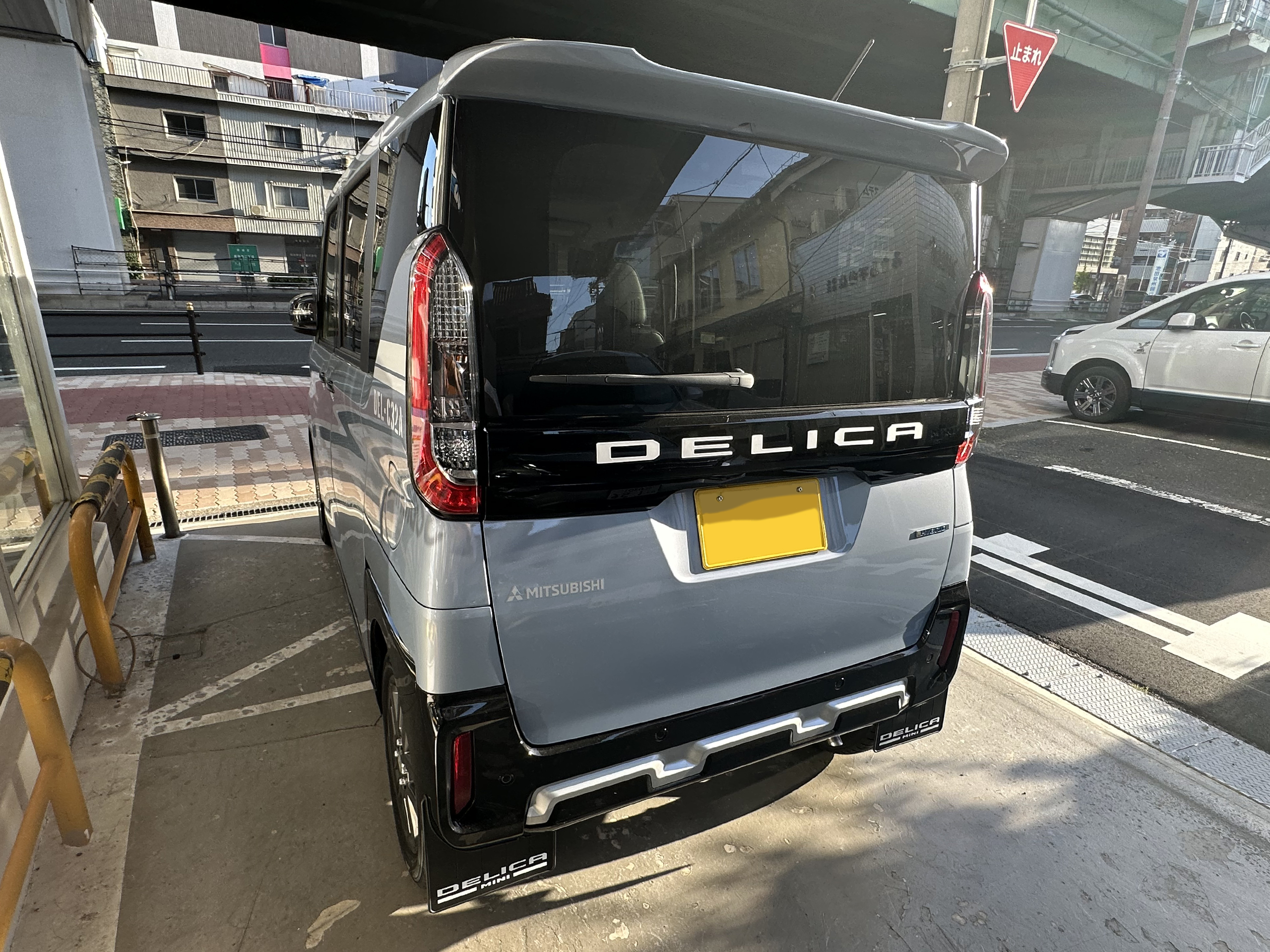
G Premium 4WD リア